# Панамериканский Кубок по волейболу среди женщин 2002
1-й розыгрыш Панамериканского Кубка по волейболу среди женщин прошёл с 26 по 30 июня 2002 года в Тихуане (Мексика) с участием 7 национальных сборных команд стран-членов NORCECA и CSV. Победителем стала сборная Кубы.

## Команды-участницы
- NORCECA: Доминиканская Республика, Канада, Куба, Мексика, Пуэрто-Рико, США.
- CSV: Аргентина.

## Система проведения турнира
7 команд-участниц на предварительном этапе разбиты на две группы. По две лучшие команды из групп выходят в плей-офф и по системе с выбыванием определяют призёров первенства. Итоговые 5—7-е места по такой же системе разыгрывают команды, занявшие в группах предварительного этапа 3-4-е места.

## Предварительный этап

### Группа А
| М | Команда     | 1   | 2   | 3   | 4   | И | В | П | С/П | О |
| - | ----------- | --- | --- | --- | --- | - | - | - | --- | - |
| 1 | Куба        |     | 3:0 | 3:2 | 3:0 | 3 | 3 | 0 | 9:2 | 6 |
| 2 | Канада      | 0:3 |     | 3:0 | 3:0 | 3 | 2 | 1 | 6:3 | 5 |
| 3 | США         | 2:3 | 0:3 |     | 3:1 | 3 | 1 | 2 | 5:7 | 4 |
| 4 | Пуэрто-Рико | 0:3 | 0:3 | 1:3 |     | 3 | 0 | 3 | 1:9 | 3 |

26 июня: Канада — США 3:0 (25:18, 25:20, 25:21); Куба — Пуэрто-Рико 3:0 (25:23, 25:18, 25:14).
27 июня: США — Пуэрто-Рико 3:1 (25:22, 27:25, 24:26, 25:17); Куба — Канада 3:0 (25:19, 25:22, 25:18).
28 июня: Канада — Пуэрто-Рико 3:0 (25:22, 25:21, 25:22); Куба — США 3:2 (25:18, 22:25, 25:17, 18:25, 15:12).

### Группа В
| М | Команда                  | 1   | 2   | 3   | И | В | П | С/П | О |
| - | ------------------------ | --- | --- | --- | - | - | - | --- | - |
| 1 | Доминиканская Республика |     | 3:0 | 3:0 | 2 | 2 | 0 | 6:0 | 4 |
| 2 | Мексика                  | 0:3 |     | 3:1 | 2 | 1 | 1 | 3:4 | 3 |
| 3 | Аргентина                | 0:3 | 1:3 |     | 2 | 0 | 2 | 1:6 | 2 |

26 июня: Мексика — Аргентина 3:1 (15:25, 25:16, 25:18, 25:15).
27 июня: Доминиканская Республика — Мексика 3:0 (25:14, 25:21, 25:22).
28 июня: Доминиканская Республика — Аргентина 3:0 (25:23, 25:22, 25:17).

## Плей-офф

### Полуфинал за 1—4 места
29 июня
Доминиканская Республика — Канада 3:0 (25:15, 25:20, 25:13)
Куба — Мексика 3:0 (25:20, 25:15, 25:20)

### Полуфинал за 5—7 места
29 июня
Аргентина — Пуэрто-Рико 3:1 (26:24, 10:25, 25:13, 26:24)

### Матч за 5-е место
30 июня
Аргентина — США 3:0 (25:23, 25:20, 25:19)

### Матч за 3-е место
30 июня
Канада — Мексика 3:0 (25:21, 25:22, 25:16)

### Финал
30 июня
Куба — Доминиканская Республика 3:1 (25:23, 25:22, 24:26, 25:16)

## Итоги

### Положение команд
| Куба                     |
| Доминиканская Республика |
| Канада                   |
| 4. Мексика               |
| 5. Аргентина             |
| 6. США                   |
| 7. Пуэрто-Рико           |

### Призёры
Куба: Юмилка Руис Луасес, Янелис Сантос Альегне, Нэнси Каррильо де ла Пас, Яйма Ортис Чарро, Лиана Меса Луасес, Анниара Муньос Коррасана, Марта Самора, Марта Санчес Сальфран, Сойла Баррос Фернандес. Главный тренер — Луис Фелипе Кальдерон Блет.
  Доминиканская Республика: Аннерис Варгас Вальдес, Юделкис Баутиста, Эвелин Карерро Ричардо, Нурис Ариас Донье, Милагрос Кабраль де ла Крус, Франсия Джэксон Кабрера, Косирис Родригес Андино, … Главный тренер — Хорхе Перес Вето.
  Канада: Барбара Беллини, Мирослава Прибылова, Дженнифер Рох, Рэй-Энн Митчелл, Мелисса Рэймонд, Анни Левеск, Шерил Стинсон, Джэнис Келли, … Главный тренер — Лорн Савула.

### Индивидуальные призы
MVP:  Юмилка Руис
Лучшая нападающая:  Нэнси Каррильо
Лучшая блокирующая:  Бибиана Канделас
Лучшая в защите:  Юмилка Руис
Лучшая на подаче:  Нэнси Каррильо
Лучшая на приёме:  Юмилка Руис
Лучшая связующая:  Франсия Джэксон
Лучшая либеро:  Эвелин Карреро